# Alsta
Alsta è un'isola norvegese situata nella contea di Nordland.
L'isola ha un'estensione di 152,6 km² ed è situata nella parte esterna del Vefsnfjord. Da un punto di vista amministrativo l'isola è divisa fra due comuni, quello di Alstahaug e quello di Leirfjord.
La parte orientale dell'isola è caratterizzata dalla catena montuosa delle Sette Sorelle (De syv søstre). All'estremo nordoccidentale si trova il centro abitato di Sandnessjøen, capoluogo amministrativo del comune di Alstahaug. 
Sulla costa occidentale, a sud di Sandnessjøen, si trova l'aeroporto.